# Ministère des Affaires étrangères (Roumanie)
Pour les articles homonymes, voir Ministère des Affaires étrangères.
Le ministère des Affaires étrangères est un ministère roumain qui supervise la diplomatie du pays. Il est dirigé par Oana Țoiu depuis le 23 juin 2025.

## Liste des ministres
Liste des ministres des Affaires étrangères roumains depuis l'unification de la Moldavie et de la Valachie (1862) par Alexandru Ioan Cuza.

### Principautés unies de Moldavie et de Valachie
| Nom                         | de                | à                 | Gouvernement | Parti |
| --------------------------- | ----------------- | ----------------- | ------------ | ----- |
| Apostol Arsache             | 22 janvier 1862   | 24 juin 1862      |              |       |
| Alexandru Cantacuzino       | 24 juin 1862      | 29 septembre 1862 |              |       |
| Ioan Grigore Ghica          | 29 septembre 1862 | 29 août 1863      |              |       |
| Nicolae Rosetti-Bălănescu   | 29 août 1863      | 29 octobre 1865   |              |       |
| Alexandru Papadopol-Calimah | 29 octobre 1865   | 10 février 1866   |              |       |
| Ion Ghica                   | 11 février 1866   | 10 mai 1866       |              | ML    |
| Petre Mavrogheni            | 11 mai 1866       | 13 juillet 1866   |              |       |
| George Barbu Știrbei        | 15 juillet 1866   | 21 février 1867   |              |       |
| Ștefan Golescu              | 1er mars 1867     | 5 août 1867       |              |       |
| Alexandru Teriachiu         | 17 août 1867      | 12 novembre 1867  |              |       |
| Ștefan Golescu              | 13 novembre 1867  | 30 avril 1868     |              |       |
| Nicolae Golescu             | 1er mai 1868      | 15 novembre 1868  |              |       |
| Dimitrie Ghica              | 16 novembre 1868  | 27 novembre 1869  |              |       |
| Nicolae Calimachi-Catargiu  | 28 novembre 1869  | 1er février 1870  |              |       |
| Alexandru G. Golescu        | 2 février 1870    | 18 avril 1870     |              |       |
| Petre P. Carp               | 20 avril 1870     | 14 décembre 1870  |              |       |
| Nicolae Calimachi-Catargiu  | 18 décembre 1870  | 11 mars 1871      |              |       |
| Gheorghe Costaforu          | 11 mars 1871      | 27 avril 1873     |              |       |
| Vasile Boerescu             | 28 avril 1873     | 29 janvier 1876   |              |       |
| Ion Bălăceanu               | 30 janvier 1876   | 31 mars 1876      |              |       |
| Dimitrie Cornea             | 4 avril 1876      | 26 avril 1876     |              |       |
| Mihail Kogălniceanu         | 27 avril 1876     | 23 juillet 1876   |              | PNL   |
| Nicolae Ionescu             | 24 juillet 1876   | 2 avril 1877      |              |       |
| Mihail Kogălniceanu         | 3 avril 1877      | 24 novembre 1878  |              | PNL   |
| Ion I. Câmpineanu           | 25 novembre 1878  | 10 juillet 1879   |              |       |
| Vasile Boerescu             | 11 juillet 1879   | 9 avril 1881      |              |       |

### Royaume de Roumanie
| Nom                         | de                | à                 | Gouvernement | Parti |
| --------------------------- | ----------------- | ----------------- | ------------ | ----- |
| Dimitrie Brătianu           | 10 avril 1881     | 8 juin 1881       |              | PNL   |
| Eugeniu Stătescu            | 9 juin 1881       | 30 juillet 1881   |              | PNL   |
| Dimitrie Sturdza            | 1er août 1881     | 1er février 1885  |              | PNL   |
| Ion I. Câmpineanu           | 2 février 1885    | 27 octobre 1885   |              |       |
| Ion Brătianu                | 28 octobre 1885   | 15 décembre 1885  |              | PNL   |
| Mihail Pherekyde            | 16 décembre 1885  | 21 mars 1888      |              |       |
| Petre P. Carp               | 21 mars 1888      | 5 novembre 1889   |              |       |
| Alexandru Lahovary          | 5 novembre 1889   | 21 février 1891   |              |       |
| Constantin Esarcu           | 21 février 1891   | 26 novembre 1891  |              |       |
| Alexandru Lahovary          | 27 novembre 1891  | 3 octobre 1895    |              |       |
| Dimitrie Sturdza            | 4 octobre 1895    | 21 novembre 1896  |              | PNL   |
| Constantin Stoicescu        | 21 novembre 1896  | 29 mars 1897      |              | PNL   |
| Dimitrie Sturdza            | 31 mars 1897      | 30 mars 1899      |              | PNL   |
| Ioan Lahovary               | 11 avril 1899     | 6 juillet 1900    |              |       |
| Alexandru Marghiloman       | 7 juillet 1900    | 13 février 1901   |              |       |
| Dimitrie Sturdza            | 14 février 1901   | 8 janvier 1902    |              |       |
| Ion I. C. Brătianu          | 9 janvier 1902    | 11 décembre 1904  |              | PNL   |
| Iacob Lahovary              | 22 décembre 1904  | 8 février 1907    |              |       |
| Ioan Lahovary               | 9 février 1907    | 11 mars 1907      |              |       |
| Dimitrie Sturdza            | 12 mars 1907      | 27 décembre 1908  |              |       |
| Ion I. C. Brătianu          | 27 décembre 1908  | 1er novembre 1909 |              | PNL   |
| Alexandru Djuvara           | 1er novembre 1909 | 28 décembre 1910  |              | PNL   |
| Titu Maiorescu              | 29 décembre 1910  | 4 janvier 1914    |              | PC    |
| Emanuel Porumbaru           | 4 janvier 1914    | 7 décembre 1916   |              |       |
| Ion I. C. Brătianu          | 8 décembre 1916   | 28 janvier 1918   |              | PNL   |
| Alexandru Averescu          | 29 janvier 1918   | 4 mars 1918       |              |       |
| Constantin C. Arion         | 5 mars 1918       | 23 octobre 1918   |              |       |
| Constantin Coandă           | 24 octobre 1918   | 28 novembre 1918  |              |       |
| Ion I. C. Brătianu          | 29 novembre 1918  | 26 septembre 1919 |              | PNL   |
| Arthur Văitoianu            | 27 septembre 1919 | 14 octobre 1919   |              |       |
| Nicolae Mișu                | 15 octobre 1919   | 30 novembre 1919  |              |       |
| Alexandru Vaida-Voevod      | 1er décembre 1919 | 9 janvier 1920    |              |       |
| Duiliu Zamfirescu           | 13 mars 1920      | 12 juin 1920      |              |       |
| Take Ionescu                | 13 juin 1920      | 16 décembre 1921  |              |       |
| Gheorghe Derussi            | 17 décembre 1921  | 19 janvier 1922   |              |       |
| Ion G. Duca                 | 19 janvier 1922   | 29 mars 1926      |              |       |
| Ion Mitilineu               | 30 mars 1926      | 3 juin 1927       |              |       |
| George Barbu Știrbei        | 4 juin 1927       | 20 juin 1927      |              |       |
| Ion I. C. Brătianu          | 21 juin 1927      | 24 novembre 1927  |              | PNL   |
| Nicolae Titulescu           | 24 novembre 1927  | 9 novembre 1928   |              |       |
| Gheorghe Mironescu          | 10 novembre 1928  | 9 octobre 1930    |              |       |
| Ion Mihalache               | 10 octobre 1930   | 17 avril 1931     |              |       |
| Constantin Argetoianu       | 18 avril 1931     | 26 avril 1932     |              |       |
| Prince Dimitrie I. G. Ghica | 27 avril 1931     | 5 juin 1932       |              |       |
| Alexandru Vaida-Voevod      | 6 juin 1932       | 19 octobre 1932   |              |       |
| Nicolae Titulescu           | 20 octobre 1932   | 1er octobre 1934  |              |       |
| Gheorghe Tătărescu          | 2 octobre 1934    | 9 octobre 1934    |              |       |
| Nicolae Titulescu           | 10 octobre 1934   | 28 août 1936      |              |       |
| Victor Antonescu            | 29 août 1936      | 28 décembre 1937  |              |       |
| Istrate Micescu             | 29 décembre 1937  | 10 février 1938   |              |       |
| Gheorghe Tătărescu          | 11 février 1938   | 29 mars 1938      |              |       |
| Nicolae Petrescu-Comnen     | 30 mars 1938      | 31 janvier 1939   |              |       |
| Grigore Gafencu             | 1er février 1939  | 1er juin 1940     |              |       |
| Ion Gigurtu                 | 1er juin 1940     | 28 juin 1940      |              |       |
| Constantin Argetoianu       | 28 juin 1940      | 4 juillet 1940    |              |       |
| Mihail Manoilescu           | 4 juillet 1940    | 4 septembre 1940  |              |       |
| Mihail R. Sturdza           | 14 septembre 1940 | 17 janvier 1941   |              |       |
| Ion Antonescu               | 18 janvier 1941   | 1er janvier 1943  |              | Mil.  |
| Mihai Antonescu             | 1er janvier 1943  | 23 août 1944      |              |       |
| Grigore Niculescu-Buzești   | 23 août 1944      | 3 novembre 1944   |              |       |
| Constantin Vișoianu         | 4 novembre 1944   | 5 mars 1945       |              |       |
| Gheorghe Tătărescu          | 6 mars 1945       | 29 décembre 1947  |              |       |

### République populaire roumaine
| Nom | Nom                 | de               | à               | Gouvernement | Parti |
| --- | ------------------- | ---------------- | --------------- | ------------ | ----- |
|     | Ana Pauker          | 30 décembre 1947 | 9 juillet 1952  |              | PMR   |
|     | Simion Bughici      | 10 juillet 1952  | 3 octobre 1955  |              | PMR   |
|     | Grigore Preoteasa   | 4 octobre 1955   | 14 juillet 1957 |              | PMR   |
|     | Ion Gheorghe Maurer | 15 juillet 1957  | 15 janvier 1958 |              | PMR   |
|     | Avram Bunaciu       | 23 janvier 1958  | 20 mars 1961    |              | PMR   |
|     | Corneliu Mănescu    | 22 mars 1961     | 20 août 1965    |              | PMR   |

### République socialiste de Roumanie
| Nom | Nom              | de               | à                | Gouvernement | Parti |
| --- | ---------------- | ---------------- | ---------------- | ------------ | ----- |
|     | Corneliu Mănescu | 21 août 1965     | 18 octobre 1972  |              | PCR   |
|     | George Macovescu | 18 octobre 1972  | 8 mars 1978      |              | PCR   |
|     | Ștefan Andrei    | 8 mars 1978      | 11 novembre 1985 |              | PCR   |
|     | Ilie Văduva      | 11 novembre 1985 | 26 août 1986     |              | PCR   |
|     | Ioan Totu        | 26 août 1986     | 2 novembre 1989  |              | PCR   |
|     | Ion Stoian       | 2 novembre 1989  | 22 décembre 1989 |              | PCR   |

### Roumanie
| Nom | Nom                               | de               | à                | Gouvernement                 | Parti             |
| --- | --------------------------------- | ---------------- | ---------------- | ---------------------------- | ----------------- |
|     | Sergiu Celac                      | 26 décembre 1989 | 28 juin 1990     | Roman I                      | FSN               |
|     | Adrian Năstase                    | 28 juin 1990     | 18 novembre 1992 | Roman II et Stolojan         | FSN               |
|     | Teodor Meleșcanu                  | 19 novembre 1992 | 11 décembre 1996 | Văcăroiu                     | FDSN/PDSR         |
|     | Adrian Severin                    | 12 décembre 1996 | 29 décembre 1997 | Ciorbea                      | PD-FSN            |
|     | Andrei Pleșu                      | 29 décembre 1997 | 22 décembre 1999 | Ciorbea et Vasile            | Indépendant       |
|     | Petre Roman                       | 22 décembre 1999 | 28 décembre 2000 | Isărescu                     | PD-FSN            |
|     | Mircea Geoană                     | 28 décembre 2000 | 28 décembre 2004 | Năstase                      | Indépendant/PSD   |
|     | Mihai Răzvan Ungureanu            | 28 décembre 2004 | 21 mars 2007     | Tăriceanu                    | PNL               |
|     | Călin Popescu-Tăriceanu (intérim) | 21 mars 2007     | 5 avril 2007     | Tăriceanu                    | PNL               |
|     | Adrian Cioroianu                  | 5 avril 2007     | 15 avril 2008    | Tăriceanu                    | PNL               |
|     | Lazăr Comănescu                   | 15 avril 2008    | 22 décembre 2008 | Tăriceanu                    | PNL               |
|     | Cristian Diaconescu               | 22 décembre 2008 | 1er octobre 2009 | Boc I                        | PSD               |
|     | Cătălin Predoiu (intérim)         | 1er octobre 2009 | 23 décembre 2009 | Boc I                        | Indépendant       |
|     | Teodor Baconschi                  | 23 décembre 2009 | 23 janvier 2012  | Boc II                       | PDL               |
|     | Cristian Diaconescu               | 24 janvier 2012  | 7 mai 2012       | Boc II et Ungureanu          | UNPR              |
|     | Andrei Marga                      | 7 mai 2012       | 6 août 2012      | Ponta I                      | PNL               |
|     | Titus Corlățean                   | 6 août 2012      | 10 novembre 2014 | Ponta I, II et III           | PSD               |
|     | Teodor Meleșcanu                  | 10 novembre 2014 | 24 novembre 2014 | Ponta III                    | Indépendant       |
|     | Bogdan Aurescu                    | 24 novembre 2014 | 17 novembre 2015 | Ponta III et IV              | Indépendant       |
|     | Lazăr Comănescu                   | 17 novembre 2015 | 4 janvier 2017   | Cioloș                       | Indépendant       |
|     | Teodor Meleșcanu                  | 4 janvier 2017   | 24 juillet 2019  | Grindeanu, Tudose et Dăncilă | ALDE              |
|     | Ramona Mănescu                    | 24 juillet 2019  | 4 novembre 2019  | Dăncilă                      | ALDE/indépendante |
|     | Bogdan Aurescu                    | 4 novembre 2019  | 15 juin 2023     | Orban I et II, Cîțu, Ciucă   | indépendant       |
|     | Luminița Odobescu                 | 15 juin 2023     | 23 décembre 2024 | Ciolacu I                    | PNL               |
|     | Emil Hurezeanu                    | 23 décembre 2024 | 23 juin 2025     | Ciolacu II                   | PNL               |
|     | Oana Țoiu                         | 23 juin 2025     | en fonction      | Bolojan                      | USR               |